# Aloe longifolia
Aloe longifolia é uma espécie de liliopsida do gênero Aloe, pertencente à família Asphodelaceae.